# مسابقات فرمول یک فصل ۱۹۷۷
مسابقات فرمول یک فصل ۱۹۷۷ در سال ۱۹۷۷ میلادی برگزار شد. در این مسابقات نیکی لائودا (به انگلیسی: Niki Lauda) از تیم اسکودریا فراری و با خودروی فراری به قهرمانی رسید وی که در آغاز مسابقه در خط ۲ قرار داشت، بهترین زمان خود را در دور ۳ به دست آورد و در مجموع صاحب ۷۲ امتیاز شد.